# Sommet France-Afrique
Les sommets Afrique-France, appelés sommets France-Afrique jusqu'en 2010, sont des sommets internationaux organisés initialement à un rythme annuel entre responsables africains et français depuis 1973. Ils sont critiqués pour être une expression de la « Françafrique »,.

## Histoire
Même si des rencontres entre les responsables africains et français ont eu lieu de manière informelle entre les indépendances et 1973, c'est à partir de cette année-là que des sommets franco-africains, initialement limités aux pays francophones, se tiennent plus régulièrement (annuellement de 1975 à 1989), alternativement en France et dans un pays d'Afrique.
| No | Date                   | Lieu          | Pays                      | Président français       | Remarque |
| -- | ---------------------- | ------------- | ------------------------- | ------------------------ | --- |
| 1  | 13 nov. 1973           | Élysée, Paris | France                    | Georges Pompidou         | Ce premier sommet se tient à l'initiative du président nigérien Hamani Diori, en présence de 10 délégations de pays africains dont les présidents de République centrafricaine (Jean-Bedel Bokassa), de Côte d'Ivoire (Félix Houphouët-Boigny), du Gabon (Albert-Bernard Bongo), de Haute-Volta (Sangoulé Lamizana), du Niger (Hamani Diori), du Sénégal (Léopold Sédar Senghor) et de ministres du Congo-Brazzaville, du Dahomey, du Mali et du Togo. |
| 2  | 7 mars 1975            | Bangui        | République centrafricaine | Valéry Giscard d'Estaing | Ce sommet se tient en présence de nouveaux participants comme les présidents du Rwanda (Juvénal Habyarimana), du Burundi (Michel Micombero), ainsi que des délégations du Zaïre, de Maurice et des Seychelles. |
| 3  | 10 mai 1976            | Paris         | France                    | Valéry Giscard d'Estaing | Ce sommet est marqué par la participation des Comores récemment indépendantes et de pays lusophones (Cap-Vert, Guinée-Bissau, Sao Tomé-et-Principe). |
| 4  | 20 avr. 1977           | Dakar         | Sénégal                   | Valéry Giscard d'Estaing | Ce sommet voit la participation du Tchad, des Seychelles, et du Territoire français des Afars et des Issas à la veille de l'indépendance de Djibouti. |
| 5  | 22 mai 1978            | Paris         | France                    | Valéry Giscard d'Estaing | Ce sommet se tient en présence de Mobutu Sese Seko (Zaïre) et de Moktar Ould Daddah (Mauritanie) |
| 6  | 21 mai 1979            | Kigali        | Rwanda                    | Valéry Giscard d'Estaing | Ce sommet voit la participation du Maroc et du Liberia. |
| 7  | 8 mai 1980             | Nice          | France                    | Valéry Giscard d'Estaing | |
| 8  | 3 – 4 nov. 1981        | Paris         | France                    | François Mitterrand      | |
| 9  | 8 – 8 oct. 1982        | Kinshasa      | RD du Congo               | François Mitterrand      | |
| 10 | 3 – 4 oct. 1983        | Vittel        | France                    | François Mitterrand      | |
| 11 | 11 déc. 1984           | Bujumbura     | Burundi                   | François Mitterrand      | |
| 12 | 11 déc. 1985           | Paris         | France                    | François Mitterrand      | |
| 13 | 13 déc. 1986           | Lomé          | Togo                      | François Mitterrand      | |
| 14 | 10 déc. 1987           | Antibes       | France                    | François Mitterrand      | |
| 15 | 14 déc. 1988           | Casablanca    | Maroc                     | François Mitterrand      | |
| 16 | 19 – 21 juin 1990      | La Baule      | France                    | François Mitterrand      | « Conférence des chefs d'État d'Afrique et de France » où François Mitterrand prononce, le 20 juin, le discours dit « de la Baule » qui annonce le conditionnement de l'aide publique au développement à la démocratisation et à la bonne gouvernance. |
| 17 | 11 avr. 1992           | Libreville    | Gabon                     | François Mitterrand      | |
| 18 | 7 – 9 nov. 1994        | Biarritz      | France                    | François Mitterrand      | |
| 19 | 5 – 6 déc. 1996        | Ouagadougou   | Burkina Faso              | Jacques Chirac           | Les thèmes abordés ont notamment été l'avenir du franc CFA dans la perspective de la monnaie unique européenne et les affrontements à Bangui. Le président français Jacques Chirac a prôné la bonne gouvernance nécessaire au développement du continent. |
| 20 | 27 nov. 1998           | Paris         | France                    | Jacques Chirac           | |
| 21 | 18 janv. 2001          | Yaoundé       | Cameroun                  | Jacques Chirac           | |
| 22 | 19 fév. 2003           | Paris         | France                    | Jacques Chirac           | |
| 23 | 3 déc. 2005            | Bamako        | Mali                      | Jacques Chirac           | |
| 24 | 15 fév. 2007           | Cannes        | France                    | Jacques Chirac           | |
| 25 | 31 mai – 1er juin 2010 | Nice          | France                    | Nicolas Sarkozy          | 52 pays sont invités,. |
| 26 | 6 – 7 déc. 2013        | Paris         | France                    | François Hollande        | « Sommet pour la paix et sécurité en Afrique », |
| 27 | 13 – 14 janv. 2017     | Bamako        | Mali                      | François Hollande        | « Pour le partenariat, la paix et l'émergence » |
| 28 | 8 oct. 2021            | Montpellier   | France                    | Emmanuel Macron          | « Nouveau sommet Afrique-France ». Emmanuel Macron n'a invité aucun chef d'État africain pour l'occasion, souhaitant privilégier le dialogue avec la société civile africaine. À la suite de ce rassemblement, un Conseil pour le suivi des recommandations du nouveau sommet Afrique-France (CSRN), présidé par l'avocat camerounais Jacques Jonathan Nyemb, a été mis en place.                                                                      |
| 29 | 2026                   | Nairobi       | Kenya                     | Emmanuel Macron          | Pour la première le sommet se déroule dans un pays africain non-francophone. |